# Клименко Ганна Павлівна
Га́нна Па́влівна Климе́нко (нар. 27 лютого 1992) — українська артистична плавчиня.
Призерка Чемпіонату світу з водних видів спорту 2013 року.
Призерка Чемпіонату Європи з водних видів спорту 2012 року.